# ۴۰۴ (قمری)
۴۰۴ (قمری)، چهارصد و چهارمین سال در گاهشماری هجری قمری است. اول محرم این سال برابر با نوزدهم ژوئیه سال ۱۰۱۳ میلادی است.

## وابسته
- بلاساغون
- مرداسیان